# Kim Greist
Kim Greist est une actrice américaine née le 12 mai 1958 à Stamford (Connecticut).

## Biographie
Après une courte carrière de modèle photo en Europe, Kim Greist retourne aux États-Unis et se tourne vers le cinéma. Sa carrière courut de 1984 à 2001. Elle vit depuis à Stamford, dans le Connecticut.

## Filmographie
- 1984 : CHUD : Lauren Daniels
- 1985 : Brazil : Jill Layton
- 1985 : Deux Flics à Miami (Miami Vice) - Saison 1, épisode 21 : Brenda
- 1986 : Le Sixième Sens (Manhunter) : Molly Graham
- 1987 : Balance maman hors du train (Throw Momma from the Train) : Beth Ryan
- 1988 : Le Mot de la fin (Punchline) : Madeline Urie
- 1990 : Why me? Un plan d'enfer (Why Me?) de Gene Quintano : June Daley
- 1991 : Dette de sang (Payoff) (TV) : Justine Bates
- 1992 : Duplicates (TV) : Marion Boxletter
- 1993 : L'Incroyable Voyage (Homeward Bound : The Incredible Journey) : Laura Burnford-Seaver
- 1994 : Roswell, le mystère (Roswell) (TV) : Vy Marcel
- 1995 : L'Invité (Houseguest) de Randall Miller : Emily Young
- 1996 : Last Exit to Earth (TV) : Eve
- 1996 : L'Incroyable Voyage 2 : À San Francisco (Homeward Bound 2 : Lost in San Francisco) : Laura Seaver
- 1998 : The Rose Sisters
- 1999 : Rockin' Good Times : Samantha
- 1999 : Démons et merveilles (en) (H-E Double Hockey Sticks) de Randall Miller : Marie Antoinette
- 2000 : A Smaller Place : Holly
- 2000 : Scary Scream Movie (Shriek If You Know What I Did Last Friday the Thirteenth) (vidéo) : Mrs. Peacock, Bulimia Falls HS Secretary
- 2001 : Zoe : Mrs. Callahan

## Voix françaises
- Danièle Douet dans :
  - L'Incroyable Voyage (1993)
  - L'Incroyable Voyage 2 : À San Francisco (1996)
- Maïk Darah dans Brazil (1985)
- Anne Deleuze dans Le Sixième Sens (1986)
- Dorothée Jemma dans Balance maman hors du train (1987)
- Françoise Cadol dans Duplicates (1992)
- Marie-Madeleine Burguet-Le Doze[1] dans Roswell, le mystère (1994)